# Pseudophyllodes babooni
Pseudophyllodes babooni är en fjärilsart som beskrevs av George Thomas Bethune-Baker 1908. Pseudophyllodes babooni ingår i släktet Pseudophyllodes och familjen ädelspinnare. Inga underarter finns listade i Catalogue of Life.